# Ledesma de la Cogolla
Ledesma de la Cogolla település Spanyolországban, La Rioja autonóm közösségben. Ledesma de la Cogolla Baños de Río Tobía, Camprovín, Castroviejo, Pedroso és Bobadilla községekkel határos. Lakosainak száma 16 fő (2024).

## Népesség
A település népessége az elmúlt években az alábbi módon változott:
| Lakosok száma | 21   | 23   | 27   | 25   | 19   | 19   | 15   | 15   | 16   | 16   |
|               | 2001 | 2004 | 2007 | 2009 | 2012 | 2014 | 2017 | 2019 | 2022 | 2024 |